# آشپزی بریتانیایی

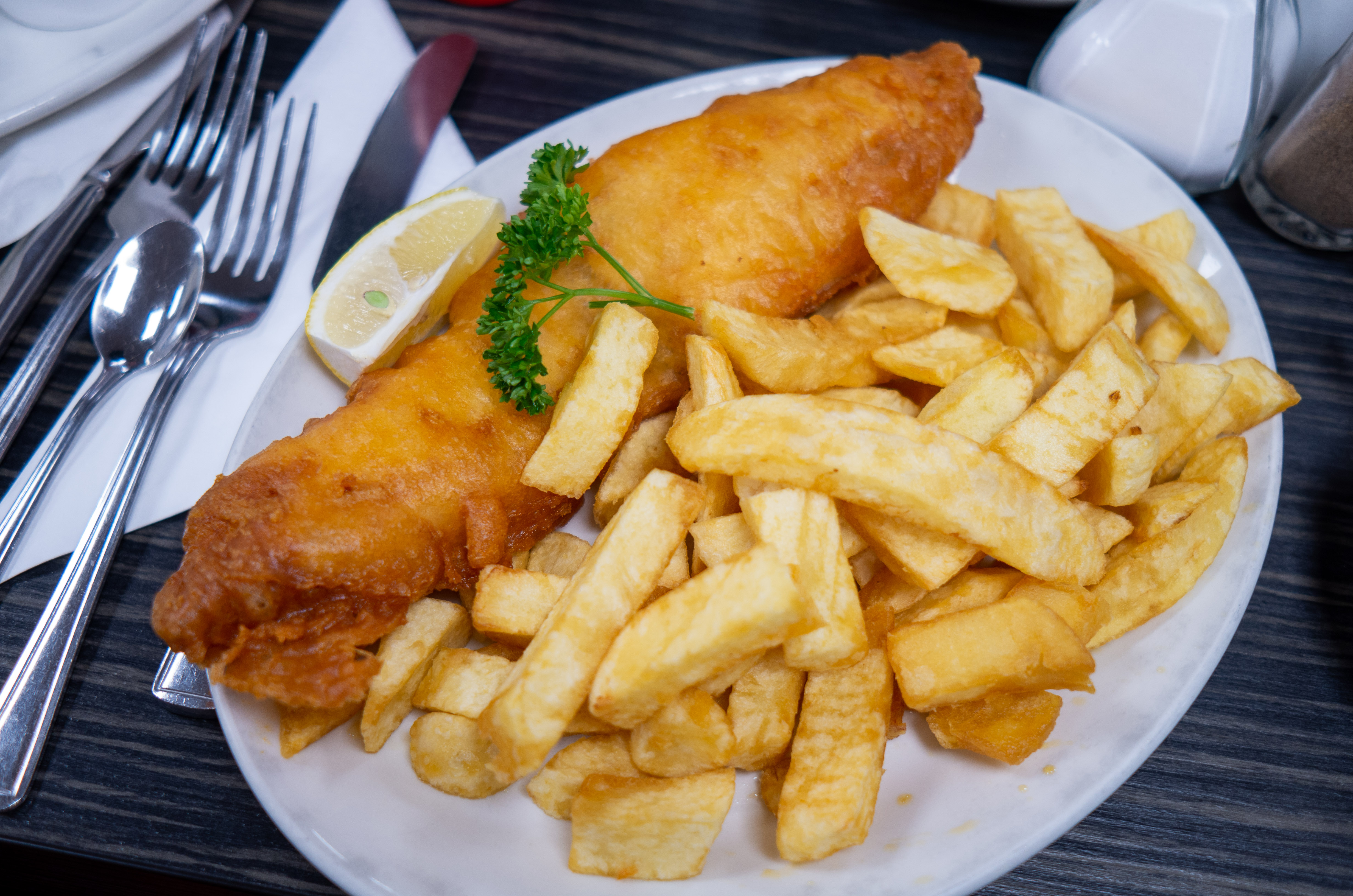
چیپس و ماهی, یک غذای بیرون‌بر محبوب در بریتانیا

آشپزی بریتانیایی (انگلیسی: British cuisine) مجموعه ویژه ای از رسوم و شیوه‌های پخت و پز مرتبط با بریتانیا است. از لحاظ تاریخی، آشپزی بریتانیایی به معنی «غذاهای عادی که از مواد اولیه با کیفیت محلی درست شده، با سس ساده تطبیق یافته، به جای اینکه باعث تغییر آن شود، طعم غذا را بهبود می‌بخشد» است. در گذشته، شناخت مردم دنیا از آشپزی بریتانیایی، به صبحانه کامل و شام کریسمس محدود می‌شد. هر چند، کشاورزی سلتیک و پرورش حیوانات، طیف گسترده‌ای از مواد غذایی را برای سلتی‌های بومی به وجود می‌آورد. قبل از اینکه این رویه در اروپا متداول شود، آنگلوساکسون انگلستان، مهارت خورش گوشت و سبزی مرزه را رواج داد. پیروزی نورمن‌ها، ادویه‌های بی نظیری را در بریتانیای قرون وسطی رواج داد.
میخانه یک بخش با اهمیت از آشپزی و فرهنگ بریتانیا است، و اغلب نقطه کانونی تجمع‌های محلی است. میخانه‌ها که به صورت مرسوم از آنها به «محلی» نام برده می‌شود، به‌طور معمول به خاطر نزدیک بودن به خانه یا محل کار، در دسترس بودن یک آبجو یا ایل ویژه یا گزینه خوب دیگری، غذای خوب، محیط اجتماعی، حضور دوستان و آشنایان، و در دسترس بودن بازی میخانه همچون دارت یا اسنوکر، انتخاب می‌شوند. میخانه‌ها اغلب رخدادهای ورزشی همانند بازی‌های لیگ برتر فوتبال انگلستان و لیگ برتر فوتبال اسکاتلند (یا در مورد مسابقات بین‌المللی، جام جهانی فوتبال) را نمایش می‌دهند. در سال‌های اخیر، برخی از میخانه‌ها خود را با فرهنگی وفق داده‌اند که در آن، جوانان کمتر از نوشیدن الکل برخوردار شوند یا نسبت به گذشته میزان کمتری مصرف کنند.